# Скиф (тип судна)

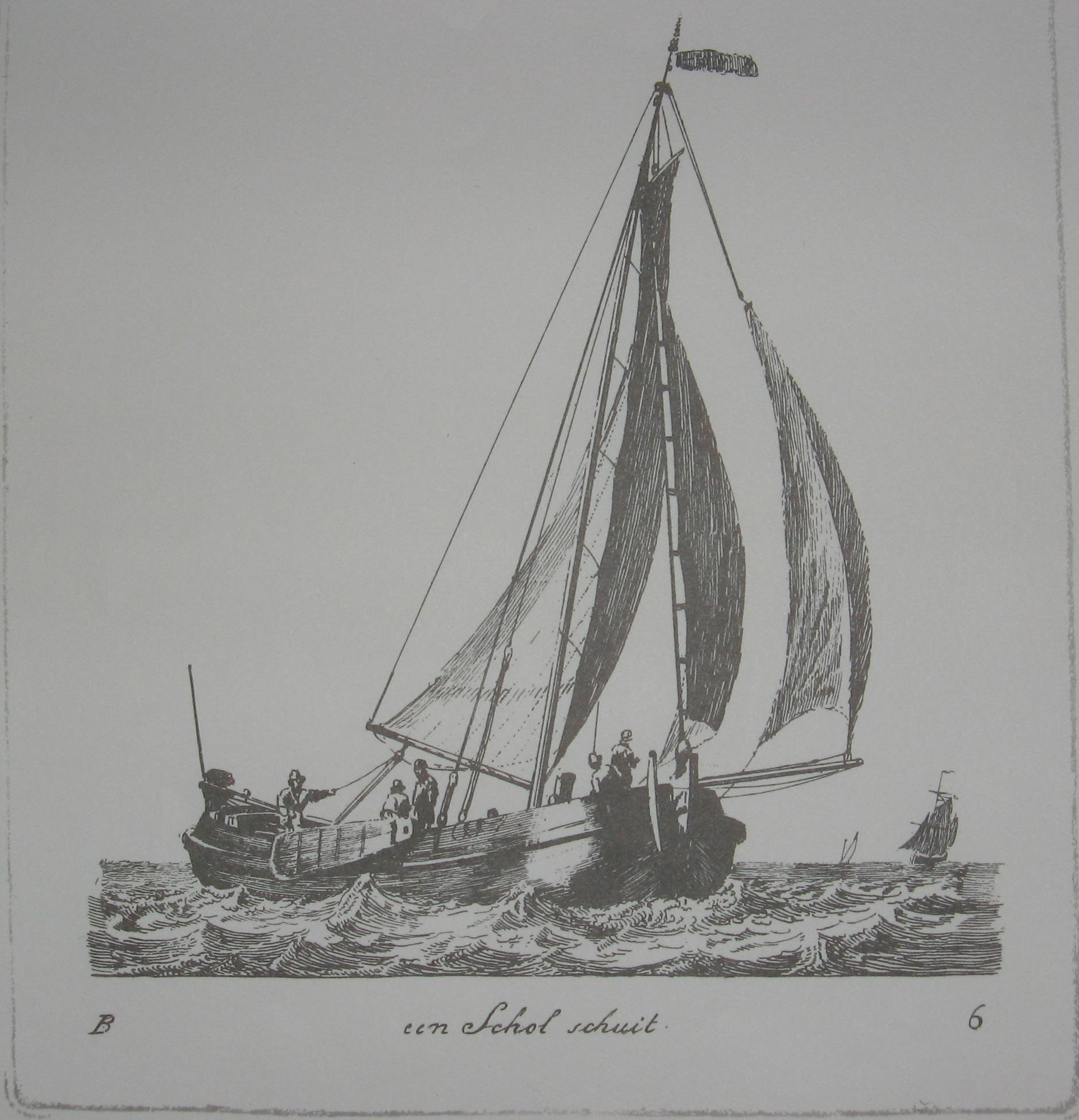
Традиционный Schuit.

Скиф (нидерл. Schuit) — традиционный тип голландского маломерного парусного судна, существующий с XVI века.

## Внешние признаки
Отличается небольшими размерами (12÷20 м), одной мачтой (как правило, с гафельным вооружением), закругленными носом и кормой, отсутствием сплошной палубы и наличием боковых шверцев. Материал — неизменно дерево.

## Использование
Использовался для рыболовства, каботажных перевозок, снабжения флота и (в вооруженном варианте) прибрежных военных действий. 
Продолжает примененяться во всех ролях, кроме военной. Кроме того, широко используется как плавучий дом. В Амстердаме имеются скифы-прачечные, мастерские, склады, и даже приют для бездомных кошек. Возникли моторные и несамоходные варианты, но форма корпуса сохраняется. 
Некоторое их число возвращено историческими обществами и энтузиастами к виду XVII-XVIII века. С 90-х годов вошло в моду восстановление старых судов и превращение их в дорогие яхты. Наибольшая их концентрация по-прежнему в Нидерландах, но встречаются почти по всей Европе, от Дании до французской Ривьеры.

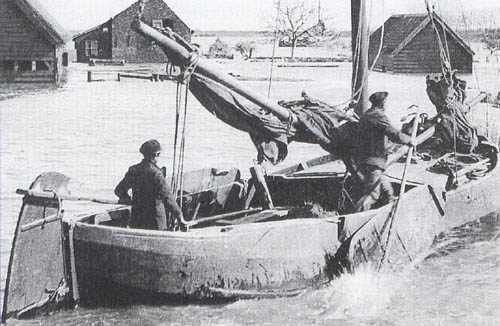
Скиф — Schuit
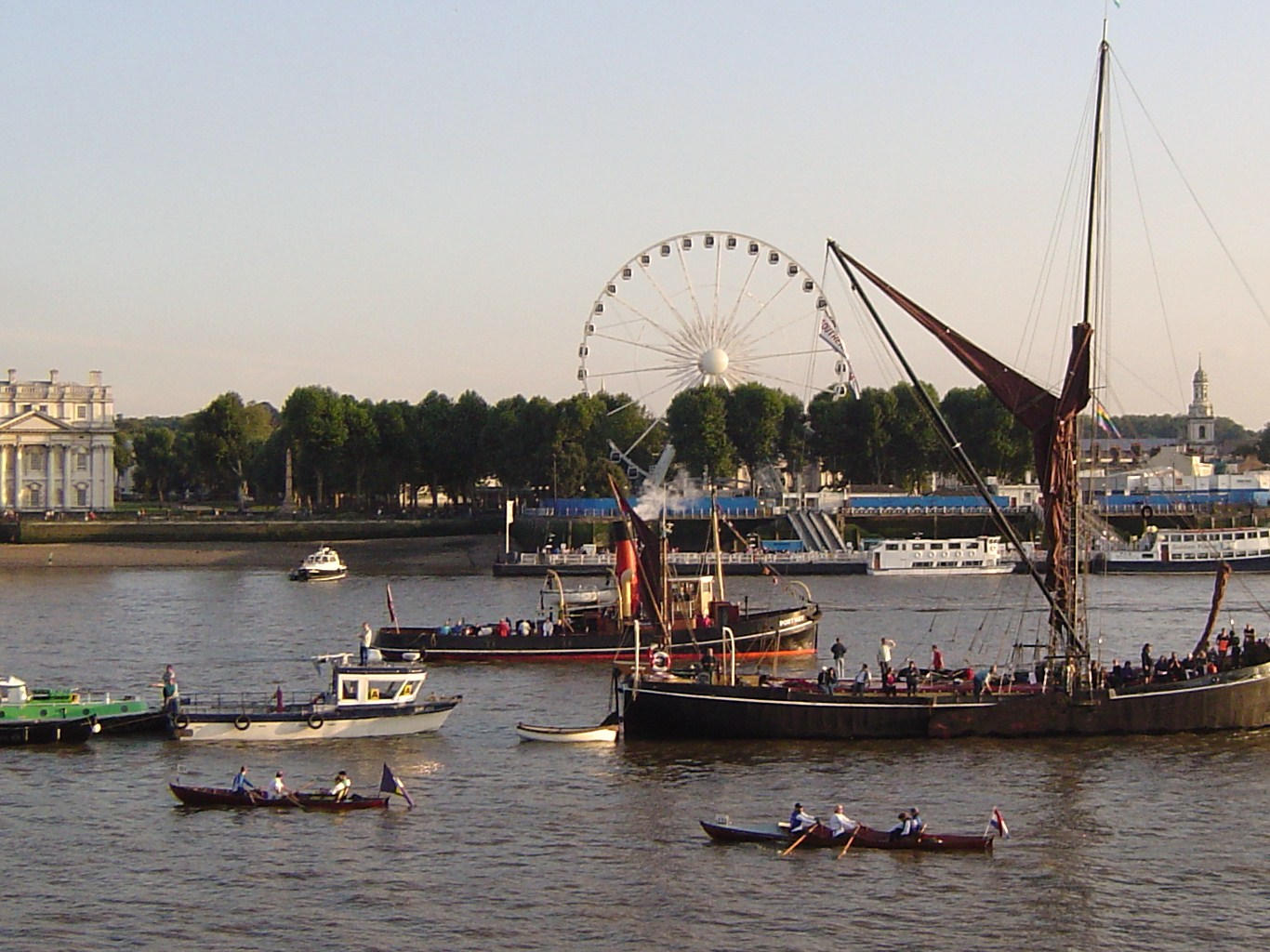
Реставрированный скиф
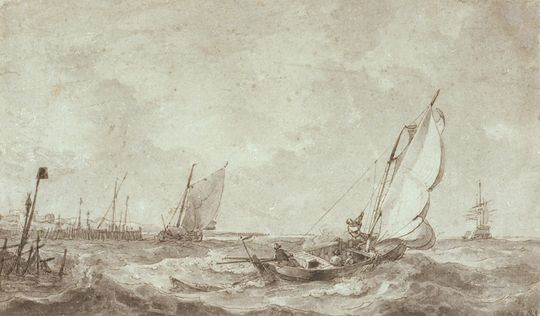
На картине 1700 г.